# Cryptops riedeli
Cryptops riedeli är en mångfotingart som beskrevs av Matic, Negrea och Fundora Martinez 1977. Cryptops riedeli ingår i släktet Cryptops och familjen Cryptopidae.
Artens utbredningsområde är Kuba. Inga underarter finns listade i Catalogue of Life.